# Close My Eyes (canção de Mariah Carey)
"Close My Eyes" é uma canção gravada pela cantora e compositora norte-americana Mariah Carey para o seu sexto álbum de estúdio, Butterfly (1997). Foi composta, produzida e arranjada pela própria em colaboração com Walter Afanasieff, um compositor de longa data com quem a artista vinha trabalhando há aproximadamente cinco anos. Contudo, este lançamento foi o último no qual ambos co-trabalharam, sendo que os motivos do encerramento de tal parceria foram as divergências criativas à respeito da direcção musical que Butterfly iria seguir. Musicalmente, "Close My Eyes" é uma faixa de ritmo lento conduzida por um piano cujo conteúdo lírico aborda momentos obscuros sobre a vida de Carey, que declarou que esta, juntamente com mais três inclusas em Daydream (1995), são as suas composições favoritas.
De modo a promover o lançamento de Butterfly, que fora disposto mundialmente para comercialização na metade de Setembro de 1997, a intérprete fez uma interpretação ao vivo do tema no programa de televisão The Rosie O'Donnell Show. Ademais, a obra foi inclusa no repertório da Butterfly World Tour (1998) e, mais tarde, no da Rainbow World Tour (2000). No álbum de compilação The Essential Mariah Carey (2011), "Close My Eyes" foi inclusa no segundo disco da versão divulgada na América do Norte.

## Antecedentes e concepção
"No passado, as pessoas tinham medo de me deixar explorar tipos diferentes de música que eu gostava e curtia. Eles [os executivos da Sony] olhavam para mim como dona deste instrumento [voz], e queriam tirar o máximo proveito dele. Houve muita gente ao meu redor que tinha medo de mudança. Eu era uma comodidade valiosa, e eles não queriam perder isso. Fui encorajada a comportar-me como monótona, porque monotonia vende discos."

— Carey a abordar o seu conflito emergente com a Sony Music Entertainment à respeito da direcção musical de Butterfly.
A produção para Butterfly teve início em Janeiro de 1997. Durante o desenvolvimento do projecto, na metade desse ano, Carey separou-se do seu esposo Tommy Mottola, que fora o responsável por assinar a artista em 1988 na editora discográfica Columbia Records, propriedade da empresa Sony Music Entertainment, na qual ele era presidente. A cantora afirmou que esta separação era uma maneira de ela alcançar liberdade e um novo estilo de vida. O controle ascendente que Carey começava a ter na sua carreira artística levou à especulação sobre o futuro do casal pela imprensa mediática. Eventualmente, eles acabaram por se divorciar.
Enquanto desenvolvia Butterfly, a cantora trabalhou com vários artistas de música rap e hip-hop — géneros musicais estes bastante diferentes dos presentes nos seus trabalhos anteriores — tais como Sean "Puffy" Combs, Kamaal Fareed, Missy Elliott e Jean Claude Oliver e Samuel Barnes do duo Trackmasters. Críticos de música contemporânea observaram a nova equipa de produtores de Carey como uma forma de vingança contra Mottola e também a Sony Music. A cantora negou tais afirmações, insistindo que ao invés de estar a radicalmente assumir uma nova direcção musical, estava apenas a produzir um tipo de música que fosse de encontro ao seu gosto. Entretanto, Carey ficou receosa pelo tamanho controle que a Sony exercia sobre si naquele momento, achando que possivelmente não teria a oportunidade de finalmente lançar um tipo de obra pelo qual era apaixonada. Ao mesmo tempo, os executivos da Sony estavam preocupados pois achavam que Carey, a sua artista mais bem-sucedida, pudesse colocar em risco o seu sucesso futuro através dessas acções.
A pressão da separação e constante atenção da imprensa começaram a se reflectir na cantora. Diferenças criativas foram emergindo com o colaborador Walter Afanasieff, com quem a artista vinha trabalhando frequentemente desde o álbum Emotions (1992), e culminaram no fim da sua relação profissional após uma discussão bastante agitada durante uma sessão de gravação longa na qual abordavam a direcção musical de Butterfly. A artista sofreu ainda críticas pela imprensa mediática pela sua escolha de produtores, tendo sido especulado por vários jornais e revistas que ela estaria tendo envolvimentos românticos com alguns destes artistas — inclusive Puffy Combs — envolvimentos estes que supostamente estariam a influenciar as suas decisões. Carey negou tais alegações, afirmando que apenas tinha tido relações sexuais com o seu ex-esposo, com quem perdera a virgindade na noite de núpcias. Ademais, além do estilo musical diferente em Butterfly, críticos de música contemporânea observaram ainda que a artista estava a alterar a maneira de cantar, descrita pela própria como "vocais sussurrantes", estilo este que foi igualmente recebido com opiniões divergentes; alguns analistas acharam que fosse um sinal de maturidade, visto que ela não sentia mais a necessidade de sempre cantar com tons muito altos, enquanto outros opinaram que este era um sinal de enfraquecimento da sua voz.

## Estrutura musical e conteúdo

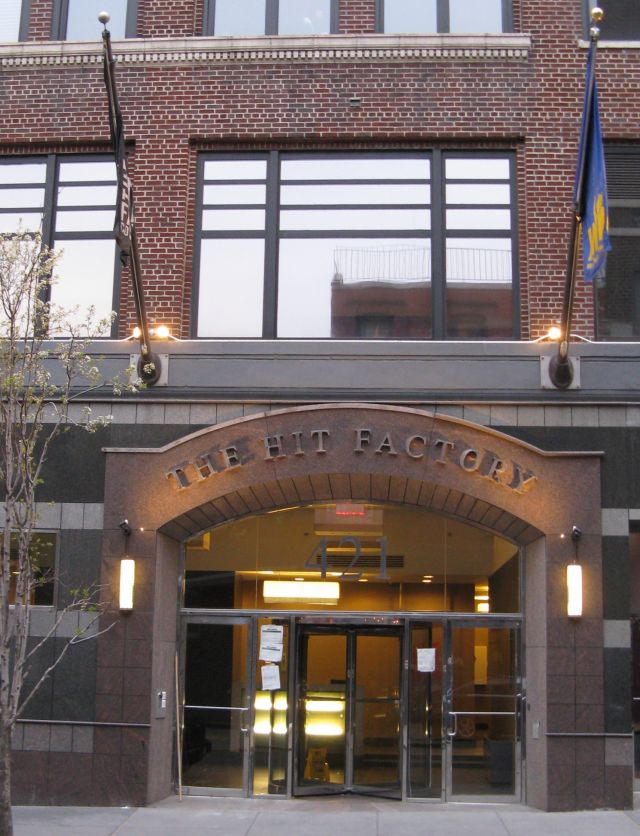
"Close My Eyes" foi gravada por Carey e misturada por Mick Gazauski no Crave Studios e no The Hit Factory (imagem), ambos situados na Cidade de Nova Iorque, cidade natal da artista.

"Close My Eyes" é fruto de um trabalho colaborativo entre Carey e Afanasieff, tendo ambos composto a estrutura musical e ficado a cargo da produção e arranjos, enquanto a letra foi solenemente escrita por Carey. O teclado, sintetizadores e programação ficaram sob tarefa de Afanasieff. Notas adicionais de teclado, bateria e programação rítmica, sonoplastia e programação de computador foram realizadas por Dan Shea. Dana Jon Chappelle e Mike Scott foram os engenheiros acústicos, que trabalharam sob assistência de Ian Dalsemer. A canção foi gravada no Crave Studios e no The Hit Factory, ambos situados na Cidade de Nova Iorque — cidade natal de Carey — e posteriormente misturada por Mick Gazauski em ambas locações. A masterização foi tratada por Bob Ludwig no Gateway Mastering em Portland, Maine. "Close My Eyes" foi o último trabalho no qual Carey e Afanasieff colaboraram.
Musicalmente, "Close My Eyes" é um tema de ritmo lento conduzido por um piano com duração de quatro minutos e dezanove segundos. O seu conteúdo lírico aborda, indirectamente, a relação de Carey com Mottola, e faz referências à momentos na sua vida na qual ela tinha batalhas pessoais e problemas. O seu passado é mencionado nos versos "I was a wayward child, with the weight of the world that I held deep inside / Life was a winding road, and I learned many things little ones shouldn't know". Como descrito por David Browne, para a revista electrónica Entertainment Weekly, Carey faz um "auto-retrato" nos versos "a wayward child, with the weight of the world". Ele também observou que a cantora aparenta estar preocupada que possa ter amadurecido mais rápido do que seria necessário, de modo a viver a sua vida em um ambiente controlado, à medida que ela canta "Maybe I grew up a little too soon". Durante o refrão, Carey alegra suavemente o humor da canção ao cantar sobre ter coragem para superar tempos de adversidade: "But I closed my eyes, steadied my feet on the ground, raised my head to the sky. And though times rolled by, still I feel like a child as I look at the moon. Maybe I grew up a little too soon". Jon Pareles, para o jornal The New York Times, escreveu que Carey "canta em voz ofegante" os versos "maybe I grew up a little too soon" e "that woman-child inside was on the verge of fading / Thankfully I woke up in time".
O autor Chris Nickson, que lançou o livro biográfico Mariah Carey revisited: her story em 1998, observou que "Close My Eyes", bem como "Whenever You Call", eram baladas que tinham uma importância a nível pessoal para Carey devido ao seu conteúdo lírico, abordando que embora ambas fossem baladas que incorporam o rhythm and blues (R&B) na sua composição:
"Apesar de estarem ao nível de tudo o resto que Mariah fizera antes, [elas] saíram a perder na comparação. Mas mesmo aqui, você consegue ouvir a nova Mariah no auge dos arranjos e o jeito que a sua voz, ao invés de qualquer outro instrumento, controla a canção. Ela cresceu ao ponto em que ter menos por detrás de si acabou se relevando mais, tanto para a canção como para ela. Foi notável, também, que tal como as outras baladas do disco [Butterfly], estas duas estiveram muito inclinadas para o R&B."

## Lançamento e repercussão
David Browne, para a Entertainment Weekly, descreveu "Close My Eyes", bem como outra faixa do álbum intitulada "Butterfly", como canções com conteúdo lírico não difícil de interpretar, escrevendo: "não é preciso muito para interpretar estas canções como uma descrição da vida com o supostamente Mottola controlador." Jon Pareles, para o The New York Times, escreveu que, no que diz respeito aos versos "Maybe I grew up a little too soon" e "That woman-child inside was on the verge of fading / Thankfully I woke up in time", "Carey não está prestes a se tornar em Alanis Morissette; Butterfly proclama dependência mais humildemente que nunca." No seu guia sobre os álbuns de Carey, a revista musical Rolling Stone afirmou que "Close My Eyes", juntamente com "Butterfly" e "Breakdown", eram canções que, indirectamente, abordavam a sua "remoção longamente esperada dos tentáculos" de Mottola, que detinha poder sobre Carey, visto que era o presidente da Sony Music Entertainment.
Em uma entrevista para a CNN a 7 de Setembro de 2012, na qual foi honorificada pela Broadcast Music Incorporated pelos seus feitos como compositora, Carey declarou que "Close My Eyes" é uma das suas obras favoritas e mais reveladoras que já escreveu, afirmando que não são sempre as suas canções que alcançaram o primeiro posto da Billboard Hot 100 ou as suas canções-assinatura que são as suas favoritas, mas sim os "trabalhos obscuros pouco divulgados inclusos em álbuns". Quando questionada sobre como se sentia a respeito dos seus singles que alcançaram a primeira posição da tal tabela musical, tais como "Hero" (1993), "We Belong Together" (2005) e "Touch My Body" (2008), a cantora revelou que "eu sempre amarei estas canções, [mas] eu amo mesmo as canções obscuras porque elas são muito ligadas ao meu coração; especialmente uma canção intitulada 'Close My Eyes', essa é tipo a história da minha vida." Além de "Close My Eyes", Carey citou "Looking In", "I Am Free" e "Underneath the Stars", todas inclusas em Daydream (1995), como algumas das suas composições favoritas.

## Divulgação
Carey interpretou "Close My Eyes" ao vivo pela primeira vez no The Rosie O'Donnell Show em 1997. Para a apresentação, a artista estava sentada em um banco, vestindo blusa branca e calças de ganga azuis. Posteriormente, o tema foi incluso nos repertórios da Butterfly World Tour (1998) e da Rainbow World Tour (2000). "Close My Eyes" foi inclusa como a sétima faixa do segundo disco da versão norte-americana do álbum de compilação The Essential Mariah Carey, lançado a 3 de Setembro de 2011. Comentando sobre a inclusão da faixa nesse projecto, a cantora publicou no seu perfil oficial do Facebook a 12 de Maio de 2012: "eu passei quatro anos a escrever esta canção, apenas porque após eu ter filmado em Schenectady, Nova Iorque o meu primeiro concerto para um programa especial de televisão, eu comecei esta melodia e cantei-a uma e outra vez para mim mesma enquanto tomava banho e olhava para a lua, uma das minhas coisas favoritas. A lua estava cheia e eu estava a reflectir sobre a minha vida. Eu expirei e pensei: 'eu realmente alcancei algo aqui. O que me trouxe até este ponto?' Isso iniciou o conceito para a canção. Escrevi a primeira estrofe completa e mantive-a em mente; nem sequer escrevi por tipo, uns quatro anos. Avançando para '97, enquanto escrevia [as canções para] Butterfly, avancei onde tinha parado, à medida em que eu abandonava uma parte devastadora da minha vida: escrevi a segunda estrofe, a ponte, e a conclusão. Há muitos aspectos diferentes sobre a canção que são muito pessoais e simbólicos para mim. Muitos dos meus fãs são muito específicos sobre esta canção porque eles aplicam-na nas suas vidas. Eu li as cartas [que eles enviam] e eles realmente se relacionam com esta canção. Eu não quero dizer quais são os meus símbolos porque é sobre o que quer que eles queiram incumbir. E também gosto de guardar alguns desses aspectos para mim mesma."
A cantora voltou a cantar "Close My Eyes" ao vivo na manhã de 19 de Agosto de 2020 no programa de televisão Good Morning America, no qual apareceu para promover o álbum The Rarities.

## Créditos e pessoal
Os créditos seguintes foram adaptados do encarte do álbum Butterfly (1997):
Gravação
- Gravada no Crave Studios, Cidade de Nova Iorque, EUA;
- Gravada no The Hit Factory, Cidade de Nova Iorque, EUA;
- Misturada no Gateway Mastering, Portland, Maine.

Pessoal
- Mariah Carey — letras, composição, produção e arranjos
- Walter Afanasieff — composição, produção e arranjos, teclado, sintetizadores, programação
- Bob Ludwig — mistura
- Dan Shea — teclado, bateria e programação rítmica, sonoplastia, programação de computador
- Dana Jon Chappelle — engenharia acústica
- Mike Scott — engenharia acústica
  - Ian Dalsemer — assistência